# Cricetidae
I Cricetidi sono una famiglia di roditori della numerosa e complessa superfamiglia dei Muroidei. Comprende veri criceti, arvicole, lemming e ratti e topi del Nuovo Mondo. Con circa 600 specie è la seconda famiglia di mammiferi più numerosa.
Il termine Cricetidae ha subìto nel tempo vari cambiamenti e membri della famiglia che una volta venivano classificati in questo gruppo sono ora posti nella famiglia Muridae o in altre sottofamiglie dei muroidei. Tra questi ricordiamo i criceti muriformi (sottofamiglia Calomyscinae, famiglia Calomyscidae), i gerbilli (sottofamiglia Gerbillinae, famiglia Muridae), il ratto crestato (sottofamiglia Lophiomyinae, famiglia Muridae), i miospalaci (sottofamiglia Myospalacinae, famiglia Spalacidae), il topo dalla coda bianca (sottofamiglia Mystromyinae, famiglia Nesomyidae) e i ghiri spinosi (sottofamiglia Platacanthomyinae, famiglia Platacanthomyidae). Studi genetici hanno mostrato che le sottofamiglie sopra indicate sono imparentate (formano, cioè, un gruppo monofiletico) e che questi altri animali non debbano essere inclusi nei Cricetidi.
I cricetidi hanno una lunga storia evolutiva, risalente almeno all'Oligocene (circa 32 milioni di anni fa) e si diversificarono notevolmente nei milioni di anni successivi (ad es. Melissiodon, Cricetulodon), fino a produrre forme giganti (Hattomys).
I Cricetidi vengono classificati in 5 sottofamiglie, circa 112 generi e approssimativamente 580 specie.

## Sottofamiglie
- I molari sono vistosamente prismatici e a crescita continua.
  - Arvicolinae (arvicole, lemming, topi muschiati)
- I molari hanno le radici e la superficie occlusiva cuspidata, laminata o leggermente prismatica.
  - Il cranio è altamente modificato, con la superficie dorsale granulata.
    - Lophiomyinae (topi dalla criniera)

  - Il cranio non è modificato.
    - Sono presenti tasche guanciali.
      - Cricetinae (criceti)

    - Sono privi di tasche guanciali.
      - La prima costola è articolata soltanto con la prima vertebra toracica.
        - Tylomyinae (ratti arboricoli del Nuovo Mondo e affini)

      - La prima costola ha una doppia articolazione con la prima vertebra toracica e la settima cervicale.
        - Il pene è semplice.
          - Neotominae (topi cervini, ratti dalle saccocce, topi cavalletta)

        - Il pene è complesso con due biforcazioni laterali.
          - Sigmodontinae (ratti e topi del Nuovo Mondo)